# Gaulsbach
Der Gaulsbach ist ein orografisch linker Nebenfluss der Nahe im rheinland-pfälzischen Landkreis Bad Kreuznach. Sein Oberlauf heißt Kieselbach und – wenigstens im Bereich von Seesbach – auch Hoxbach.

## Geographie

### Verlauf
Der Gaulsbach entspringt als Kieselbach im südlichen Soonwald zwischen dessen Bergen Karchrech und Alteburg etwas südlich der Kesselbrucher Linie auf etwa 520 m ü. NN. Von hier aus fließt der Bach in südlicher Richtung, durch Langenthal und erreicht schließlich Monzingen, an dessen Südrand er von links auf unter 160 m ü. NN in die Nahe mündet.

### Zuflüsse
- Steinbach (rechts), ostnordöstlich von Seesbach, 1,6 km und 4,3 km²
- Seesbach (rechts), ostsüdöstlich von Seesbach, 2,6 km und 4,5 km²
- Müllerslochbach (links), am Ortsanfang von Langenthal, 1,6 km und 1,6 km²
- Auener Bach (links), kurz nach Langenthal, 4,9 km und 7,1 km²
- Getzbach (links), 1,4 km und 0,4 km²
- Kerrbach (links), in Monzingen, 4,0 km und 5,1 km²